# Wyrzeka (gromada)
Wyrzeka – dawna gromada, czyli najmniejsza jednostka podziału terytorialnego Polskiej Rzeczypospolitej Ludowej w latach 1954–1972.
Gromady, z gromadzkimi radami narodowymi (GRN) jako organami władzy najniższego stopnia na wsi, funkcjonowały od reformy reorganizującej administrację wiejską przeprowadzonej jesienią 1954 do momentu ich zniesienia z dniem 1 stycznia 1973, tym samym wypierając organizację gminną w latach 1954–1972.
Gromadę Wyrzeka z siedzibą GRN w Wyrzece utworzono – jako jedną z 8759 gromad na obszarze Polski – w powiecie śremskim w woj. poznańskim, na mocy uchwały nr 36/54 WRN w Poznaniu z dnia 5 października 1954. W skład jednostki weszły obszary dotychczasowych gromad Dalewo, Kadzewo, Nochowo, Pełczyn i Wyrzeka ze zniesionej gminy Śrem oraz obszary dotychczasowych gromad Bodzyniewo i Mórka ze zniesionej gminy Dolsk w tymże powiecie. Dla gromady ustalono 22 członków gromadzkiej rady narodowej.
31 grudnia 1971 gromadę zniesiono, a jej obszar włączono do gromady Śrem w tymże powiecie.